# Campeonatos de España Universitarios
Los Campeonatos de España Universitarios (CEU) son la competición entre universidades más importante de España. La organiza el Comité Español de Deporte Universitario (CEDU) con carácter anual y en ella participan las universidades españolas representadas en el CEDU.
Los equipos de cada universidad están obligatoriamente compuestos por estudiantes, que conforman los equipos universitarios y que compiten en los diferentes campeonatos autonómicos, en las comunidades autónomas que tengan más de una universidad. Los campeones de cada comunidad autónoma van directamente a las fases final e interzonal de los campeonatos de España.
El CEU se divide, por tanto, en 3 fases:
- Autonómica (en CCAA con más de una universidad)
- Interzonal (hay dos y acuden 8 equipos a cada una)
- Final (a la que acuden los 5 campeones de las CCAA con más universidades, el organizador y los dos campeones de los Interzonales).

## Historia
Anteriormente a ser organizados por el CEDU, los Campeonatos de España Universitarios eran organizados por la Federación Española de Deporte Universitario (FEDU), organismo creado en 1970 bajo la tutela de la Delegación Nacional de Educación Física y Deportes y en vez de las actuales fases autonómicas e interzonales, se disputaban por distritos primero y sectores después, antes de llegar a la fase final.

## Eligibilidad
Según el reglamento general de los Campeonatos de España Universitarios, pueden participar en los mismos quienes acrediten ser estudiantes de títulos universitarios oficiales y válidos en todo el territorio español, en cualquier universidad que sea reconocida y representada en el CEDU.
Concretamente, los estudiantes de 1º, 2º o 3º ciclo de títulos a los que se refiere el art. 34.1) .2) y los arts. 36 y 37 de la Ley Orgánica 6/2001 de 21 de diciembre de Universidades, y a los estudiantes de Grado, Master y Doctorado de títulos a los que se refiere el art. 37 de la Ley Orgánica 4/2007 de 12 de abril de 2007 por la que se modifica la Ley Orgánica 6/2001 de 21 de diciembre de Universidades.
A diferencia de otros países, como Estados Unidos, donde cada estudiante solamente puede competir un máximo de cuatro años, en España no hay limitaciones mientras el estudiante siga matriculado en la universidad.

## Deportes
Los deportes incluidos en los Campeonatos de España Universitarios han ido variando a lo largo de su historia, pero en la actualidad son los siguientes:

### Deportes de equipo
| Masculino: - Baloncesto - Balonmano - Fútbol - Fútbol sala - Rugby - Voleibol | Femenino: - Baloncesto - Balonmano - Fútbol - Fútbol sala - Rugby 7 - Voleibol | Mixto: - Vela |

### Deportes individuales
| Masculino: - Atletismo - Bádminton - Campo a través - Golf - Kárate - Natación - Orientación - Pádel - Taekwondo - Tenis - Tenis de mesa - Triatlón - Voleibol de playa | Femenino: - Atletismo - Bádminton - Campo a través - Golf - Kárate - Natación - Orientación - Pádel - Taekwondo - Tenis - Tenis de mesa - Triatlón - Voleibol de playa |